# Sorex kozlovi
Sorex kozlovi és una espècie de musaranya que es troba solament al Dze-Chyu, un afluent del riu Mekong, al Tibet.
En l'edició de 2008 de la Llista Vermella de la UICN, i a causa de la manca de dades recents, l'espècie no ha estat assignada a cap categoria de risc, tot i que en l'edició de 1996 es va considerar que estava en perill extremadament greu d'extinció.
Fou anomenada en honor del viatger i explorador rus Piotr Kozlov.